# Su Yiming
Su Yiming (Jilin, 18 febbraio 2004) è uno snowboarder cinese.

## Biografia
Specializzato in big air e slopestyle, Su Yiming ha esordito a livello internazionale il 30 gennaio 2019 vincendo il big air tenutosi a Pyongyang e valido come gara FIS. Ai Campionati mondiali juniores di snowboard 2019 si è classificato 47⁰ nello slopestyle e 23⁰ nel big air. Ha esordito in Coppa del Mondo il 12 dicembre 2019 chiudendo 11⁰ nel big air di Pechino. Il 4 dicembre 2021 ha ottenuto il primo podio, nonché la prima vittoria nel massimo circuito, vincendo il big air di Steamboat Springs. In quell'anno ha vinto la Coppa del Mondo di big air.
Ai Giochi Olimpici di Pechino 2022 ha vinto la medaglia d'oro nel big air e quella d'argento nello slopestyle. Ai Mondiali di Engadina 2025 ha vinto l'argento nello slopestyle.

## Palmarès

### Olimpiadi
- 2 medaglie:
  - 1 oro (big air a Pechino 2022)
  - 1 argento (slopestyle a Pechino 2022)

### Mondiali
- 1 medaglia:
  - 1 argento (slopestyle a Engadina 2025)

### Winter X Games
- 1 medaglia:
  - 1 bronzo (big air ad Aspen 2023)

### Coppa del Mondo
- Vincitore della Coppa del Mondo di big air nel 2022
- 4 podi:
  - 2 vittorie
  - 2 secondi posti

#### Coppa del Mondo - vittorie
| Data            | Luogo             | Paese       | Disciplina |
| --------------- | ----------------- | ----------- | ---------- |
| 4 dicembre 2021 | Steamboat Springs | Stati Uniti | BA         |
| 2 dicembre 2023 | Pechino           | Cina        | BA         |

Legenda:

BA = Big air